# Dimethyldioxiran
Dimethyldioxiran (zkráceně DMDO, také nazývaný Murrayovo činidlo) je derivát dioxiranu odvozený od acetonu; lze jej považovat za monomer acetonperoxidu. Jedná se o silné ale selektivní oxidační činidlo, s využitím při organických syntézách. Je znám pouze ve zředěných roztocích, obvykle acetonových, takže vlastnosti čisté látky nejsou známy.

## Příprava
DMDO z důvodu své nestability není komerčně dostupný. Připravuje se jako zředěný roztok (koncentrace kolem 0,1 mol/dm3) reakcí acetonu a hydrogenperoxosíranu draselného (KHSO5 nebo 2 KHSO5·KHSO4·K2SO4).
Příprava DMDO se vyznačuje nízkou účinností (výtěžnost je obvykle pod 3 %). Roztok lze skladovat za nízké teploty a těsně před použitím se dá zjistit jeho koncentrace.
Podobně se dá připravit aktivnější sloučenina methyl(trifluormethyl)dioxiran, (H3C)(F3C)CO2, z methyltrifluormethylketonu.

### Stabilita
Roztoky DMDO jsou při teplotách −10 až −20 °C dostatečně stálé, aby mohly být skladovány asi týden. Rychlost rozkladu se zvyšuje při vystavení světlu nebo těžkým kovům.

## Použití
Nejčastějším způsobem použití DMDO je oxidace alkenů na epoxidy. Výhodou DMDO je že jako jediný vedlejší produkt vzniká aceton, který lze snadno oddestilovat. Oxidace pomocí DMDO probíhají za mírných podmínek a umožňují zpracovat řadu látek nepoužitelných u jiných oxidací.
I přes vysokou reaktivitu vykazuje DMDO dobrou selektivitu oxidací. Alkeny s nedostatkem elektronů se zpravidla oxidují pomaleji než ty, které jsou bohaté na elektrony.
DMDO může oxidovat i některé jiné funkční skupiny, například primární aminy na nitrosloučeniny a organosulfidy na sulfoxidy. V některých případech je s ním možné zoxidovat i neaktivované vazby C-H:
DMDO může rovněž převádět nitrosloučeniny na karbonyly v Nefových reakcích.